# Kanabicikloheksanol
Kanabicikloheksanol (CP 47,497 dimetiloktil homolog, (C8)-CP 47,497) je agonist kanabinoidnog receptora, koji je razvila kompanija Pfizer 1979. Univerzitet u Frajburgu (Nemačka) je 2009. objavio da je analog jedinjenja CP 47,497 glavni aktivni sastojak biljnog proizvoda sintetički kanabis, specifično 1,1-dimetiloktil homolog jedinjenja CP 47,497, koji je sad poznat kao kanabicikloheksanol. 1,1-dimetiloktil homolog jedinjenja CP 47,497 je zapravo nekoliko puta potentniji od početnog jedinjenja, što je donekle neočekivano jer je 1,1-dimetilheptil najpotentniji supstituent klasičnim kanabinoidnim jedinjenjima, poput HU-210.